# Oryś
Oryś (ros. Орысь) – osiedle w Rosji, w Republice Komi, w rejonie priłuzskim. W 2010 liczyło 123 mieszkańców.